# Valstybinė miškų tarnyba

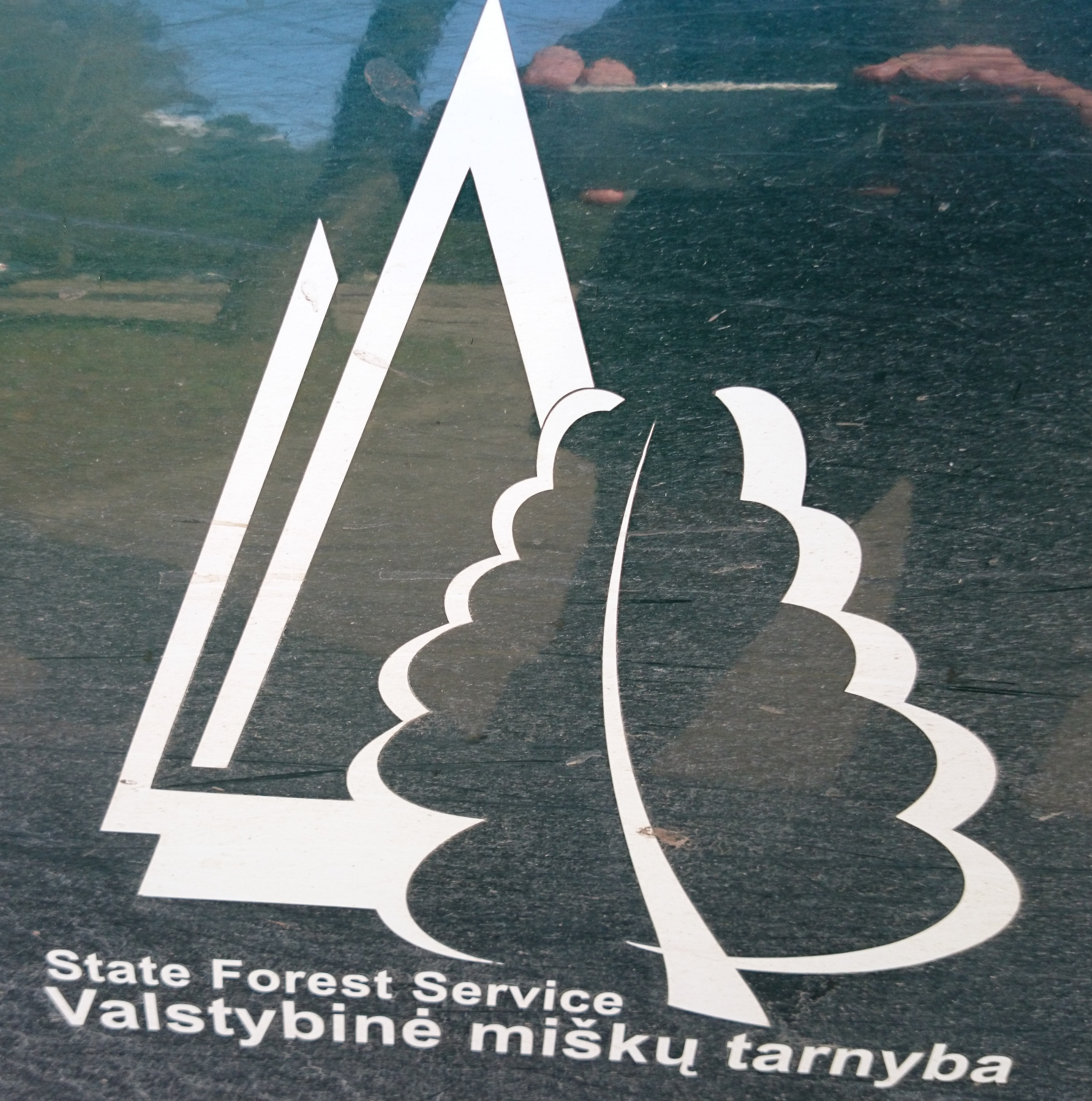
Logo der Forstbehörde

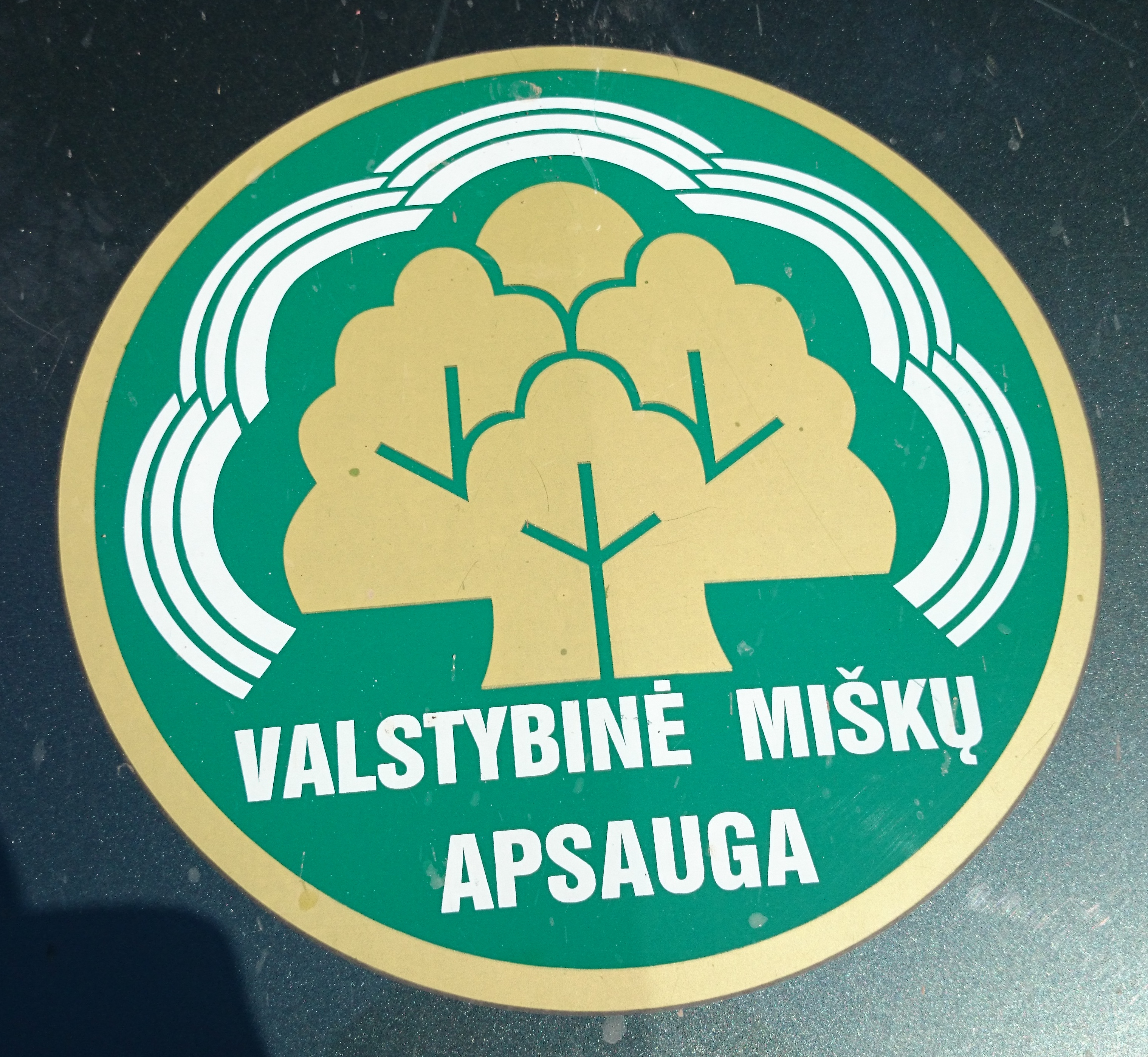
Forstschutz-Logo

Valstybinė miškų tarnyba (VMT, dt. staatliches Forstamt) ist eine Forstbehörde mit Sitz in Kaunas.
Die Forstbehörde führt die Aufsichtskontrolle über die litauischen Wälder (über den Waldzustand, die Waldnutzung, Wiederaufforstung, Aufforstung, Qualität der Waldbewirtschaftung und Sicherheit) unabhängig von der Form des Waldeigentums aus. Ferner werden Genehmigungen für die Forstbesitzer und Waldnutzer erteilt. Des Weiteren wird über die Waldnutzung, die Aufforstung, den Waldschutz beraten. VMT wurde am 12. Januar 2010 gegründet. Vorher gab es drei Forstbehörden: Miško sanitarinės apsaugos tarnyba, Miško genetinių išteklių, sėklų ir sodmenų tarnyba und Valstybinė miškotvarkos tarnyba.

## Leitung
- 2010–2014: Rimantas Prūsaitis (* 1956)
- seit 2014: Paulius Zolubas[2]